# Bendegúz Pétervári-Molnár
Bendegúz Pétervári-Molnár, född 14 mars 1993, är en ungersk roddare.
Pétervári-Molnár tävlade för Ungern vid olympiska sommarspelen 2016 i Rio de Janeiro, där han slutade på 14:e plats i singelsculler. Vid olympiska sommarspelen 2020 i Tokyo slutade Pétervári-Molnár på fjärde plats i B-finalen i singelsculler, vilket var totalt 10:e plats i tävlingen.